# Itzaea sericea
Itzaea es un género de plantas con flores perteneciente a la familia de las convolvuláceas. Incluye una sola especie: Itzaea sericea Standl. & Steyerm.

## Descripción
Son lianas perennes; con tallos volubles, densa a diminutamente seríceos. Hojas elíptico-oblongas a elíptico-ovadas, 7–13 cm de largo y 3–7 cm de ancho, obtusas a acuminadas en el ápice, subcordadas a agudas en la base, glabras en la haz, seríceas en el envés con indumento amarillo-rojizo. Flores solitarias o a veces inflorescencias cimosas; sépalos ovado-orbiculares, 4–5 mm de largo y 3–4 mm de ancho, puberulentos a seríceos; corola infundibuliforme, 1–1.2 cm de largo, hirsuta entre los pliegues; estilos y estambres exertos, polen zonocolpado; estilos 2, libres hasta la base, estigmas globosos, ovario 2-locular. Frutos dividiéndose en 20 o más valvas, subglobosos, 10–13 mm de ancho, glabros; semillas ovoides, cubiertas de pulpa cuando frescas, glabras, rojas.

## Distribución y hábitat
Se distribuye desde México (Tabasco) a Nicaragua.

## Taxonomía
Itzaea sericea fue descrita por (Standl.) Standl. & Steyerm. y publicado en Publications of the Field Museum of Natural History, Botanical Series 23(2): 83. 1944.
Etimología
Itzaea: nombre genérico que deriva del nombre maya "itzá".
sericea: epíteto latíno que significa "sedoso"
Sinonimia
- Bonamia brevipedicellata Myint & D.B. Ward
- Lysiostyles sericea Standl.[4]